# Kalicari
Kalicari is een bestuurslaag in het regentschap Semarang van de provincie Midden-Java, Indonesië. Kalicari telt 9675 inwoners (volkstelling 2010).